# Владимир Васютин
Владимир Владимирович Васютин е съветски космонавт.
Избран е за космонавт на 1 декември 1978 г.
Васютин е назначен за програма ТСК, ново поколение пилотирани космически кораби, предвидени за скачване с космически станции Салют.
Владимир Васютин лети на полет Союз Т-14 до космическа станция Салют-7.
Награждаван е с почетните звнание Герой на Съветския съюз, с ордена Ленин и с медала Златна звезда.
Васютин е женен и има две деца. Умира на 19 юли 2002 г. от рак.